# As It Was
«As It Was» — пісня британського співака Гаррі Стайлса, випущена через Erskine і Columbia 1 квітня 2022 року як головний сингл із його третього студійного альбому «Harry's House» (2022). Пісню написав Стайлс разом із продюсерами Кідом Гарпуном і Тайлером Джонсоном.
«As It Was» отримав широке визнання музичних критиків і очолив британський чарт синглів, ставши другим синглом Гаррі Стайлса, який посів перші сходинки після «Sign of the Times» у квітні 2017 року. «As It Was» провів десять тижнів на вершині чарту синглів Великої Британії, ставши найдовше програючим номером один і найбільш продаваним синглом 2022 року в його рідній країні. Він також став його другим синглом, яки очолив перші місця у чартах США. Ця пісня 15 тижнів перебувала на першому місці Billboard Hot 100, посівши перші місця у чатах США, яке найдовше займає британський виконавець, і четвертим номером один за всю історію чарту.
«As It Was» мав величезний успіх у всьому світі, очоливши чарти в 45 країнах, включаючи Австралію, Австрію, Бельгію, Канаду, Хорватію, Данію, Францію, Німеччину, Грецію, Ірландію, Литву, Нідерланди, Нову Зеландію, Сінгапур і Швецію.

## Історія створення
Гаррі Стайлс оголосив назву свого третього студійного альбому «Harry's House» 23 березня 2022 року, оприлюднивши обкладинку, 40-секундний трейлер і дату виходу альбому — 20 травня 2022 року. Через п'ять днів він оголосив назву свого головного синглу «As It Was», разом із фотографіями, на яких він зображений у «червоному вбранні без рукавів із блискітками» та датою його виходу – 1 квітня 2022 року. Одночасно в різних містах з'явилися постери з текстом «It's not the same as it was» і зображенням Гаррі Стайлса, що сидить на великому м'ячі. 30 березня він опублікував тизер музичного кліпу, який включав «енергійний удар барабанів» і «сонячний електрогітарний риф», а також зобразив його в червоному комбінезоні, який обертається по колу на моторизованій вертушці.

## Текст і композиція
Музичні критики описали пісню як гітарний синті-поп і трек нової хвилі, помітний зсув від рок-орієнтованого звучання Гаррі Стайлса. Кріс Віллман з Variety зазначив, що він черпає сильне натхнення від Depeche Mode та A-ha, а також припустив, що він використав стиль, подібний до синглу The Weeknd 2019 року «Blinding Lights». Журнал EUPHORIA вважає, що Гаррі Стайлса надихнув сингл Джеймса Бея «Pink Lemonade» 2018 року, додавши, що дві пісні звучать «страшенно схоже». У ліричному плані «As It Was» коріниться в особистих змінах і зображує почуття втрати та самотності.

## Оцінка критиків
«As It Was» отримав схвалення критиків. Ріан Дейлі (NME) поставила пісні п’ять із п’яти зірок, описавши її як «не на мільйонах миль від того місця, де зупинився Fine Line, але навряд чи відновлює стару землю». За словами Дейлі, трек свідчить про те, що «Harry's House» утвердить Стайлса «як одного з найбільших сучасних поп-пейзажів». Бо Бомонт-Томас з The Guardian також оцінив пісню в п’ять зірок і назвав її «однією з найкращих», написавши: «Багато хто буде вдивлятися в пліткарські, автореферентні тексти, але пісня Стайлса для всіх: шипуча, з високим-хіт темпом, щоб ти клацав каблуками». У своїй рецензії для Rolling Stone Роб Шеффілд назвав «As It Was» однією з найбільш «емоційно сильних» пісень Стайлса, назвавши її «сміливою зміною» та «щирим криком серця, який також є непереборним». виклик на танцполі». Сахар Гадіріан з журналу Clash вважав його «електростанцією», а Стайлса «найбільш вразливим». Гадіріан оцінив «злиття мрії» синті-попу з електро-роком і прокоментував, що дзвони закінчують пісню на «ейфоричному кайфі». Таня Гарсія з журналу Variety описала пісню як «надихнуту новою хвилею».
Рецензент Evening Standard Джохан Емблі тим часом визнав, що трек поступається попереднім синглам співака «Wathermelon Sugar» і «Adore You», але написав, що Стайлс і його колеги «все ще знають, як створити миттєво приємну мелодію». Олівія Горн з Pitchfork була менш вражена та поскаржилася, що пісня «згортається без будь-якої реальної виплати», посилаючись на обігровість тексту як на «частий недолік у написанні пісень Гаррі Стайлса».
Entertainment Weekly назвав «As It Was» найкращою піснею 2022 року: «Синтези скачуть галопом, як збудливі поні, а його теплий вокал ширяє й занурюється, маленький солодкий шматочок життєзабезпечуючої дискотеки для самотніх». USA Today також вибрала її найкращою піснею року: «Спочатку це звучить як загалом гарна поп-пісня. Але тоді ви розумієте тугу Стайлза за ідеальним, що було вирвано, його мрійливий вокал набуває смутку, коли він згадує той блаженний міхур і зітхаючи змиряється з поточною реальністю. Усміхнене відкриття його хрещениці, м’які синтезатори 80-х років, трубчасті дзвіночки та наполегливий біт суперечать його задумливості». Billboard поставив її під номером 3 у своєму списку «100 найкращих пісень 2022 року»: «З мінімальною тривалістю 2:47, «As It Was» служить ширшим гімном про те, що ніщо не є «таким, як було» раніше пандемії, але на мікрорівні виявляється, що Стайлс теж не той, оскільки він бореться зі славою та усвідомленням того, що «сам він не годиться», коли його залишають напризволяще та приймають таблетки».
BBC поставило її під номером 3 у своєму списку «25 найкращих пісень, випущених у 2022 році»: «As It Was — це парний слід пісні, сріблястий і повітряний, коли Гаррі Стайлз шукає сенс серед розривів, самотності та особистого смута». NME поставив її під номером 3 у своєму списку «50 найкращих пісень 2022 року»: «Важко не зануритися у величезні емоційні глибини «Як це було» і не дивитися за межі всього іншого, що зробило цю пісню таким тріумфом. Зміна є постійною за запаморочливим BPM треку та мерехтливими мелодіями: тут чуйне написання пісень Гаррі Стайлза показало, як він бореться за стабільність серед розривів та особистих потрясінь, знаходячи силу у відновлених стосунках із самим собою». The Guardian поставив її на п’яту сходинку у своєму списку «20 найкращих пісень 2022 року»: «Займаючи тонку долину між A-ha «Take On Me» та Vampire Weekend, «As It Was» доставляє біль із синяками, витончену томливість від заднє сидіння дорогого автомобіля зі смаком. Він може заспівати щось настільки розпливчасте, як «У цьому світі, це тільки ми / Ти знаєш, що це не те саме, що було», і змусити вас відчути, що він справді це серйозно» найкращі пісні 2022 року»: «Для артиста, який розраховує на сліпучу увагу до своєї публічної персони, ця заразлива, оптимістична пісня про самотність і зміни була як бальзам як для артиста, так і для його шанувальників».
NPR поставив її на 12 сходинку у своєму списку «100 найкращих пісень 2022 року»: «Як дівчина, яка б ніколи не зустрічалася з тобою в реальному житті, кажучи, що наприкінці літа, ця пісня, по черзі, занедбана, покірна, вибачлива і трохи безглузда. Його слизька ностальгія заснована на синтезаторській лінії, що згадує еру нового романтику молодості батьків Стайлза, і на крутому наспівуванні співака у стилі босанови, яке звучить так, як це відчуваєш, коли той, хто від’їжджає, коханець сумно гладить тебе по волоссю. Вірші з пасхальним яйцем важливі для шанувальників, але приспів — це те, що зробило «As It Was» таким чіпким у 2022 році: він полегшує жаль, це послуга, яка потрібна кожному під час хронічного розбитого серця». Complex поставив її на 27 сходинку у своєму списку «50 найкращих пісень 2022 року»: ««As It Was» — це красивий, заворожуючий запис, який відповідає всьому шуму, який він викликав у TikTok (і скрізь в інтернеті та на радіо). Він несе в собі енергійний тон завдяки швидким інструментам, а Гаррі Стайлз додає шари емоцій своїм м’яким вокалом. «Як це було» — це весела та танцювальна платівка, яка продовжує демонструвати свою силу як однієї з найбільших поп-зірок у світі». Paste поставив її на 29 сходинку у своєму списку «50 найкращих пісень 2022 року»: «Наш перший погляд на нову еру Гаррі Стайлса, де він повністю занурений у власні яскраві хитросплетіння, ця пісня є вдумливим роздумом про виснаження, яке походить від недостатньої любові та занадто великої слави».
The Fader поставив її на 33 сходинку у своєму списку «100 найкращих пісень 2022 року»: «У головному синглі Harry's House «As It Was» співак досягає шипучого звукового та концептуального тону, висловлюючи готовність охопити самоаналіз під час виконання. одне з найбільш фактурних виступів у його насиченій дискографії». Pitchfork поставив її на 100-е сходинку у своєму списку «100 найкращих пісень 2022 року»: ««As It Was» — це такий маленький мерехтливий виріб, який би з легкістю змусив інді-дітей захопитися на будь-якому місцевому DIY танцювальному вечорі в будь-якій точці останні два десятиліття. Випадково його записала одна з найбільших поп-зірок світу у 2022 році замість, скажімо, The Strokes двадцять років тому. «Ви знаєте, що це не те, що було», — зітхає Гаррі Стайлс, киваючи на легку наживку ностальгії. Пуантилістська синтезаторська чечітка танцює крізь пісню, і все це настирливе нездужання часів пандемії, від якого ми всі відчайдушно намагаємося позбутися. Опір марний».
Associated Press включило її до свого списку «Найпопулярніші пісні 2022 року»: «Пісня оманливо бадьора з дзвінким ритмом синті-попу та маленьким дитячим голосом у вступі та весільними дзвонами в кінці. Але тексти є меланхолійними, оскільки він приймає реальність змін, до яких навіть він не зовсім готовий». Esquire включив її до свого списку «45 найкращих пісень 2022 року»: ««As It Was» став першим синглом Гаррі Стайлса цього року, і він не розчарував. Цей блискучий трек підживлює ностальгію, оскільки Стайлс співає про життя, яке, звичайно, постійно змінюється. (Реальність гризе!)».
| Публікація           | Список                                                | Ранг | Ref.   |
| -------------------- | ----------------------------------------------------- | ---- | ------ |
| Billboard            | 100 найкращих пісень 2022 року: список співробітників | 3    | [ 35 ] |
| Consequence of Sound | 50 найкращих пісень 2022 року                         | 9    | [ 36 ] |
| DIY Magazine         | DIY треки 2022 року                                   | 12   | [ 37 ] |
| Entertainment Weekly | 10 найкращих пісень 2022 року                         | 1    | [ 38 ] |
| Esquire              | 45 найкращих пісень 2022 року (на даний момент)       | N/A  | [ 39 ] |
| Exclaim              | 25 найкращих пісень 2022 року від Exclaim!            | 8    | [ 40 ] |
| NME                  | Топ-50 найкращих пісень 2022 року                     | 3    | [ 41 ] |
| Pitchfork            | 100 найкращих пісень 2022 року                        | 100  | [ 42 ] |
| Rolling Stone        | 100 найкращих пісень 2022 року                        | 9    | [ 43 ] |
| Slate Magazine       | Плюс найкращі пісні                                   | N/A  | [ 44 ] |
| The Guardian         | 20 найкращих пісень 2022 року                         | 5    | [ 45 ] |
| UPROXX               | Найкращі пісні 2022 року                              | N/A  | [ 46 ] |

## Комерційне виконання
«As It Was» мав негайний успіх; він отримав титул Книги рекордів Гіннеса за трек, який найчастіше транслюється на Spotify протягом 24 годин виконавцем чоловічої статі, і побив рекорд Apple Music за кількістю трансляцій у перший день для випуску 2022 року. Пісня також посіла перше місце в рейтингу <i id="mwAVI">Billboard</i> Global 200 із найкращим світовим тижнем трансляції 2022 року, ставши першим номером один для Гаррі Стайлса.
У Великій Британії пісня «As It Was» стала другою сольною піснею Стайлса на першому місці в чарті синглів, дебютувавши з найбільшою кількістю продажів і тижнями трансляції з усіх синглів у 2022 році. Він провів десять тижнів на першій сходинці в британському чарті синглів, ставши першим номером року у Великій Британії. Станом на жовтень 2022 року він став найбільш транслюваним треком (149,6 мільйона потоків), найбільше фізично купуваних (12 000 одиниць), найбільш завантажуваним у цифровому вигляді (47 000 одиниць) і загалом найбільш продаваним (1,3 мільйона еквівалентних одиниць) треком у Великий Британії.
«As It Was» увійшов на перше місце в Billboard Hot 100, ставши другим синглом Гаррі Стайлса на першому місці після «Watermelon Sugar» (2019). Пісня зібрала найбільше одноденних трансляцій на Spotify у Сполучених Штатах, обійшовши «Drivers License» Олівії Родріґо (2021). Після того, як сингл дебютував під номером 1, «As It Was» впав з першої позиції та повертався кілька разів у період з квітня по вересень 2022 року. Коли вона повернулася на першу сходинку за тиждень, що закінчився 3 вересня 2022 року, вона стала першою піснею, яка п’ять разів посіла перші позиції. «As It Was» провів 15 тижнів на вершині Billboard Hot 100, ставши найдовше утримуваним номером один у США за виконавцем у Великій Британії, найдовше утримуваним номером 1 без супроводжуючих артистів (тобто сольна пісня) і четвертим за тривалістю займає перше місце в історії чарту.
«As It Was» 18 тижнів перебував на першій сходинці в Canadian Hot 100 та досяг першого місця в Австралії, Австрії, Бельгії, Хорватії,  Данії, Німеччині, Греції, Ірландії, Ізраїлі, Литві, Нідерландах,  Новій Зеландії, Словаччині, Швеції та Швейцарії.
«As It Was» стала найпопулярнішою піснею на Spotify і другою за популярністю піснею в Apple Music у 2022 році.

## Музичне відео
Разом з піснею вийшов кліп на пісню «As It Was». У кліпі Стайлс приєднується до танцівниці Матільди Лін на поворотній платформі та виконує хореографію Йоанна Буржуа у Барбікані, щоб вивільнити негативні емоції. Відео знімали в Лондоні: окрім Барбікан-центру, його також знімали в Ліндлі-Хол біля будівлі парламенту та в басейні для пінгвінів у Лондонському зоопарку. Його режисером стала Таня Муїньо, яка заявила, що режисура для Стайлса була «здійсненною мрією», але на другий день зйомок рідна країна Муіно Україна, зазнала повномасштабного вторгнення Росією, що перетворило процес на «гірко-солодкий» досвід; незважаючи на це, Муіно та її команда з України «вклали стільки любові в це відео, і ви можете побачити це на екрані. Це буде музичне відео, яке я ніколи не забуду, і тепер я можу щасливо піти на пенсію». (Тим не менш, Муіно продовжила свою роботу в кіно). На YouTube станом на травень 2023 року відео отримало понад 518 мільйонів переглядів і 7,2 мільйона уподобань.

## Живий виступ
Гаррі Стайлс вперше виконав пісню «As It Was» на фестивалі музики та мистецтв Coachella Valley 15 та 22 квітня 2022 року.

## Титри та кадри
- Гаррі Стайлс – вокал, написання пісень, дзвіночки
- Kid Harpoon – написання пісень, продюсування, бас, гітара, драм-машина, ударні, електрогітара, синтезатор
- Тайлер Джонсон – написання пісень, продюсування, драм-машина, піаніно, синтезатор
- Даг Шоуолтер – електрогітара, перкусія
- Мітч Роуленд – ударні
- Джеремі Хетчер – програмування, запис
- Ренді Меррілл – мастеринг
- Спайк Стент – змішування
- Кеті Мей – асистент інженера
- Люк Гіббс – асистент інженера
- Адель Філліпс – асистент інженера
- Джош Колдер – помічник інженера
- Джо Догерті – асистент інженера
- Метт Волах – асистент інженера

## Історія релізу
| Регіон          | Дата              | Формат(и)                  | Лейбл(и)         | Ref.   |
| --------------- | ----------------- | -------------------------- | ---------------- | ------ |
| Весь світ       | 1 квітня 2022 р.  | Цифрове завантаження       | Erskine Columbia | [ 65 ] |
| Італія          | 1 квітня 2022 р.  | Радіоефір                  | Sony Італія      | [ 66 ] |
| Сполучені Штати | 4 квітня 2022 р.  | Сучасне радіо для дорослих | Колумбія         | [ 67 ] |
| Сполучені Штати | 5 квітня 2022 р.  | Сучасне радіо хіт          | Колумбія         | [ 68 ] |
| Велика Британія | 15 квітня 2022 р. | CD сингл                   | Columbia         | [ 69 ] |

## Дивіться також
- List of best-selling singles in Mexico
- List of Billboard Hot 100 number ones of 2022
- List of Billboard Global 200 number ones of 2022
- List of Billboard Mainstream Top 40 number-one songs of 2022
- List of Billboard Mexico Airplay number ones
- List of Canadian Hot 100 number-one singles of 2022
- List of Dutch Top 40 number-one singles of 2022
- List of number-one hits of 2022 (Austria)
- List of number-one hits of 2022 (Denmark)
- List of number-one hits of 2022 (France)
- List of number-one hits of 2022 (Germany)
- List of number-one hits of 2022 (Switzerland)
- List of number-one singles and albums in Sweden#2022
- List of number-one singles from the 2020s (New Zealand)
- List of number-one singles of 2022 (Australia)
- List of number-one singles of 2022 (Ireland)
- List of number-one singles of 2022 (Poland)
- List of number-one songs of 2022 (Malaysia)
- List of number-one songs of 2022 (Singapore)
- List of Spotify Global 200 number ones of 2022
- List of Ultratop 50 number-one singles of 2022
- List of UK Singles Chart number ones of the 2020s#2022
- List of Billboard Hot 100 chart achievements and milestones